# Блажевдол
Блажевдол (хрв. Blaževdol) је насељено место у саставу града Свети Иван Зелина, Загребачка жупанија, Хрватска.

## Историја
До територијалне реорганизације у Хрватској био је у саставу старе општине Свети Иван Зелина.

## Становништво
У попису становништва из 2011. године Блажевдол је имао 433 становника.
| Број становника према пописима | Број становника према пописима | Број становника према пописима | Број становника према пописима | Број становника према пописима | Број становника према пописима | Број становника према пописима | Број становника према пописима | Број становника према пописима | Број становника према пописима | Број становника према пописима | Број становника према пописима | Број становника према пописима | Број становника према пописима | Број становника према пописима | Број становника према пописима |
| ------------------------------ | ------------------------------ | ------------------------------ | ------------------------------ | ------------------------------ | ------------------------------ | ------------------------------ | ------------------------------ | ------------------------------ | ------------------------------ | ------------------------------ | ------------------------------ | ------------------------------ | ------------------------------ | ------------------------------ | ------------------------------ |
| 1857                           | 1869                           | 1880                           | 1890                           | 1900                           | 1910                           | 1921                           | 1931                           | 1948                           | 1953                           | 1961                           | 1971                           | 1981                           | 1991                           | 2001                           | 2011                           |
| 306                            | 295                            | 354                            | 420                            | 475                            | 540                            | 524                            | 542                            | 400                            | 411                            | 392                            | 391                            | 361                            | 361                            | 399                            | 433                            |

Напомена: Од 1857. до 1890. садржи податке за село Блажевдол Псарјевачки. После пописа из 1981. део насеља припојен је насељу Доња Зелина. До 1981. подаци за тај део садржани су у насељу Блажевдол. Године 2001. повећано за подручје насеља Блажевдол Псарјевачки које је престало да постоји.